# Teijiro Tanikawa
Teijiro Tanikawa (japonès: 谷川禎次郎)  (20 de desembre de 1932 - 13 de maig de 2025) va ser un nedador japonès, especialista en estil lliure, que va competir durant la dècada de 1950.
El 1952 va prendre part en els Jocs Olímpics d'Estiu de Hèlsinki, on formant equip amb Hiroshi Suzuki, Yoshihiro Hamaguchi i Toru Goto guanyà la medalla de plata en els 4x200 metres lliures del programa de natació.